# Bartolomeo Campagnoli

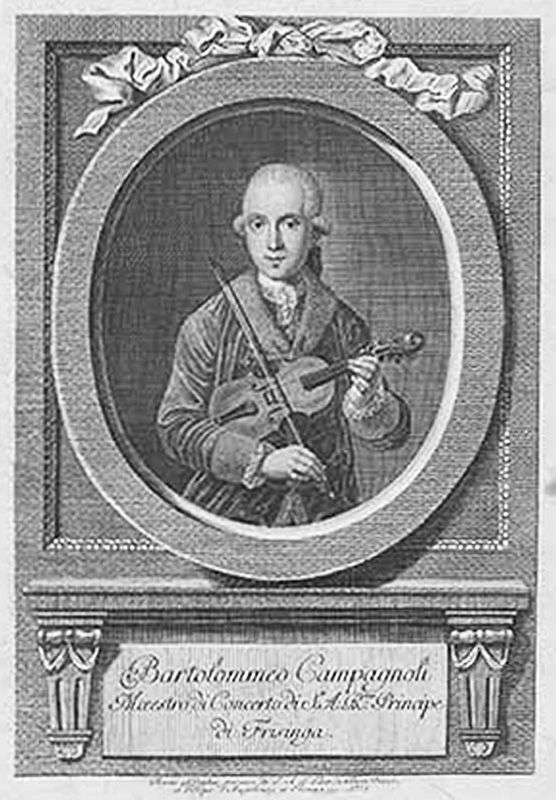
Bartolomeo Campagnoli 1778 während seiner Anstellung in Freising

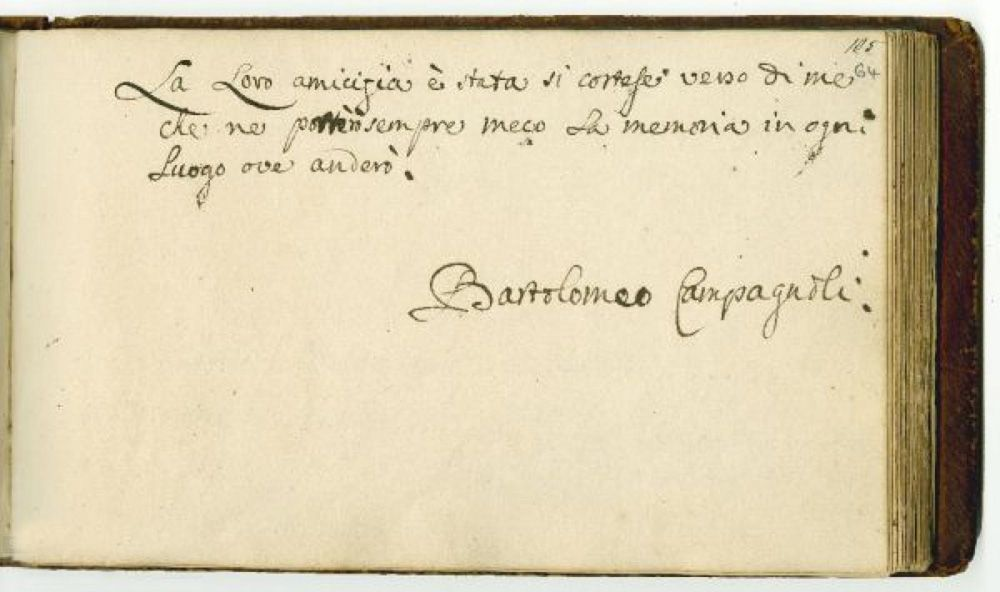
Stammbucheintrag mit Autogramm aus seiner Leipziger Zeit

Bartolomeo Campagnoli (* 10. September 1751 in Cento (Emilia-Romagna); † 6. November 1827 in Neustrelitz) war ein italienischer Violinist, Konzertmeister und Komponist der Klassik.

## Leben
Bartolomeo Campagnoli erhielt den ersten Violinunterricht von seinem Großonkel, danach von Alberto dall’Occa, einem Schüler von Antonio Lolli. Ab 1763 studierte er in Modena bei Don Paolo Gustarobba, einem Schüler Tartinis. Campagnoli erhielt 1764 eine Stelle im Orchester seiner Heimatstadt. Begeistert vom Spiel des Violinisten Franz Lamotte, bei einem Konzert in Cento, folgte er diesem 1768 nach Venedig und Padua. 1770 gab Campagnoli erfolgreich Konzerte in Rom und Faenza. Als er bereits achtbare Erfolge als Solist hatte, ließ er sich in Florenz nieder und wurde Schüler von Pietro Nardini, der ihn maßgeblich beeinflusste. Nach einer Anstellung am Teatro Argentina in Rom erhielt er 1776 eine Anstellung beim Fürstbischof von Freising. 1787 unternahm er Konzertreisen durch Deutschland, Polen und Skandinavien. In Stockholm wurde er ordentliches Mitglied der königlich-schwedischen Musikakademie.
Danach stand Campagnoli in Diensten verschiedener deutscher Fürstenhäuser, so von 1780 bis 1796 beim Herzog Karl von Kurland (1733–1796), bevor er nach dessen Tod im Jahre 1797 als Konzertmeister im  Gewandhausorchester Leipzig engagiert wurde. Ab 1808 gehörte er nach Gründung des Gewandhaus-Quartetts zu dessen Urbesetzung. Beide Positionen hatte er bis 1816 inne. In Leipzig wurde er am 6. Dezember 1808 in die Freimaurerloge Minerva zu den drei Palmen aufgenommen. 1801 reiste er nach Paris und machte dort die Bekanntschaft von Rodolphe Kreutzer, dessen Spiel ihn sehr beeindruckte. 1816 weilte er zu Ausbildungszwecken mit seinen beiden Töchtern, die Sängerinnen waren, in Italien, bei der Rückkehr erhielten diese Anstellungen an der Oper in Frankfurt. In seiner Leipziger Zeit widmete sich Campagnoli vermehrt dem Schaffen von pädagogischen Werken. 1820 übersiedelte Campagnoli nach Hannover und begleitete im Herbst 1826 seine Töchter nach Neustrelitz, wo er am Musikleben jedoch nicht mehr aktiv teilnahm und etwa ein Jahr später an Altersschwäche starb.
Er erlangte einen großen Bekanntheitsgrad durch seine anspruchsvolle Violintechnik in den Doppelgriffen und durch seinen gepflegten Vortrag, dies dokumentierten Zeitgenossen wie Louis Spohr und Ernst Ludwig Gerber. Campagnolis hauptsächliches Verdienst liegt in der Komposition von violinpädagogischen Werken und in der Einführung der Bogenhaltung mit dem ersten Fingerglied, er beeinflusste hiermit maßgeblich das Violinspiel.
Sein Grabmal, eine mit vier Saiten bespannte Lyra und ein goldener Lorbeerkranz, auf dem alten Friedhof in Neustrelitz wurde nach 1945 verschrottet.

## Werke (Auswahl)

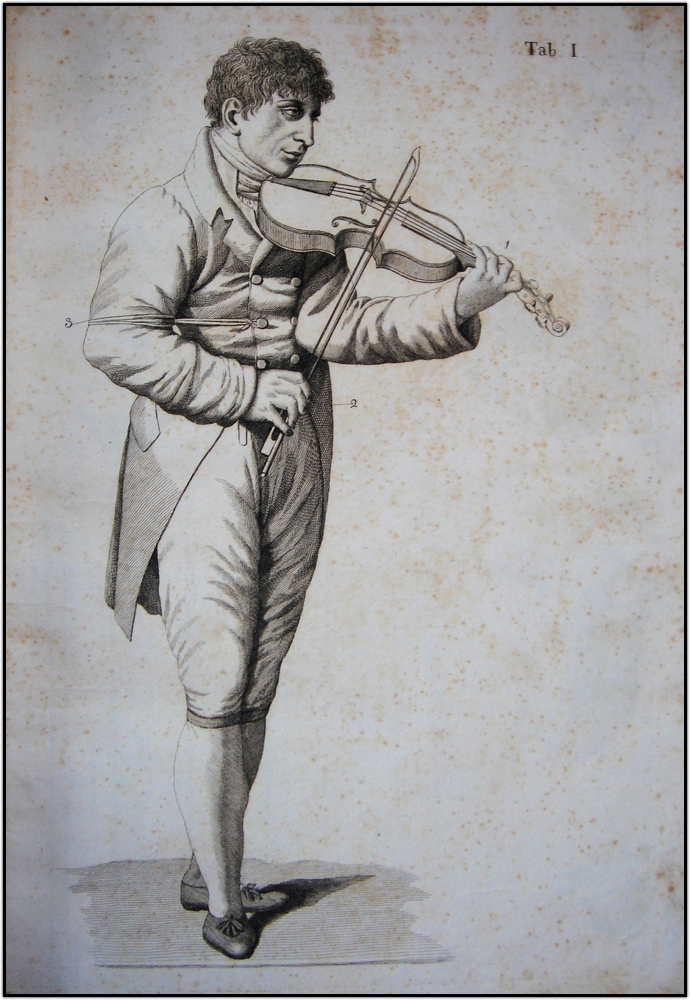
Geiger. Illustration aus der Violinschule op. 21 von Bartolomeo Campagnoli

- Mehr als 40 Fugen und Divertimentos für Solovioline.
- Konzerte für Flöte und Orchester op. 3
- Duos für Flöte und Violine op. 6
- Duos für Violinen Op. 7 und op. 9
- Violinkonzert op. 15
- Duos für Violine und Viola op. 16
- 41 Caprices für Soloviola op. 22
- 6 Streichquartette

### Lehrwerke
- „L'art d'inventer à l'improviste des fantaisies et cadences“ op. 17 (Improvisationslehre)
- Die Violinschule „Metodo per violino“ op. 21 (1797)
- Erweiterte Ausgabe von op. 21 „Nouvelle méthode de la mécanique progressive du jeu du violon“ (1824).

## Einspielungen
Im Jahr 2022 hat der italienische Bratschist Marco Misciagna die Weltersteinspielung von Campagnoli 41 Capricen op.22 in der Fassung von Karl Albert Tottman veröffentlicht.